# 林真豪
林真豪（1997年10月26日—），阿美族人，臺灣女子柔道運動員，主攻48公斤量級。在國內106、107年全大運女子公開組48公斤級取得第3名的成績，並於108、109年同項目比賽中分別奪得第1名與第2名。於110年全大運女子公開組48公斤級奪得第1名。2021年作為東京奧運代表選手，第一次參戰即在柔道項目女子48公斤級獲得第7名的佳績。根據國際柔道聯盟最新更新女子48公斤級世界排名第30名。 
在國際賽事上，2017年林真豪參加東亞青年暨青少年柔道公開賽，在48公斤級摘下銅牌，並在2019年亞洲大洋洲柔道錦標賽獲得第5名。，後於2021年相同賽事中奪下銅牌。2021年6月22日國際柔道聯盟公布東京奧運參賽名單，林真豪以洲際名額取得首度前進奧運的門票，後於同年7月24日東京奧運柔道女子48公斤級比賽中，先後擊敗世界排名18的義大利選手法蘭西絲卡·米拉尼（Francesca Milani）與排名第9的俄羅斯女將伊琳娜·多爾歌娃（Irina Dolgova），挺進八強，然於八強淘汰賽中敗給世界排名第1的科索沃選手迪絲特麗亞·克拉斯尼奇（Distria Krasniqi），並在復活賽中敗給以色列選手希拉·瑞尚尼（Shira Rishony），無緣獎牌，以第七名作收，但仍刷新中華隊柔道史上該量級的最佳成績。

## 生涯賽事成績

### 國內賽事成績
全國中正盃柔道錦標賽
- 97年 國小女子A組第四級 金牌
- 98年 國小女子A組第四級 金牌
- 99年 國中女子組第三級 第5名
- 100年 國中女子組第三級 金牌
- 101年 國中女子組第四級 銀牌
- 102年 高中女子組第二級 銀牌
- 103年 高中女子組第二級 銅牌
- 104年 高中女子組第二級 銀牌
- 105年 社會女子甲組第一級 金牌
- 106年 社會女子甲組第一級 金牌

全國柔道錦標賽
- 102年 國中女生組第五級 金牌
- 104年 高中女子組第二級 金牌
- 107年 社會女子甲組第一級 金牌

全國菁英排名賽
- 102年下半年度 青少年女子組第三級 第3名
- 104年上半年度 青年女子組第二級 第1名
- 104年下半年度 青年女子組第二級 第1名
- 105年上半年度 青年女子組第二級 第1名
- 105年下半年度 青年女子組第二級 第1名
- 106年上半年度 青年女子組第二級 第1名
- 106年下半年度 青年女子組第二級 第1名
- 107年上半年度 成年女子組第一級 第2名
- 108年上半年度 成年女子組第一級 第2名
- 109年下半年度 成年女子組第一級 第1名
- 110年上半年度 成年女子組第一級 第1名

全國原住民族運動會
- 102年 青少女子組第五級 銀牌
- 104年 公開女子組第一級 金牌
- 106年 公開女子組第一級 金牌

全國大專院校運動會
- 106年 女子公開組第一級 銅牌
- 107年 女子公開組第一級 銅牌
- 108年 女子公開組第一級 金牌
- 109年 女子公開組第一級 銀牌
- 110年 女子公開組第一級 金牌

全國運動會
- 106年 女子組第一級 金牌
- 108年 女子組第一級 銀牌
- 110年 女子組第一級 金牌

### 國際主要賽事成績
- 2021年亞洲柔道錦標賽 48公斤級 銅牌

### 其他國際賽事成績
- 2014年亞洲台北青少年柔道公開賽 48公斤級 金牌
- 2017年東亞青年暨青少年柔道公開賽 48公斤級 銅牌
- 2019年亞洲台北柔道公開賽 48公斤級 銅牌

## 外部連結
- 林真豪 （页面存档备份，存于）在國際柔道聯盟的頁面（英文）